# كلاتة شيرو (راز)
كلاتة شيرو (بالفارسية: کلاته شیرو) هي قرية تقع في إيران في قسم راز الريفي. يقدر عدد سكانها بـ 27 نسمة بحسب إحصاء 2016.